# Richard Musgrave
Richard Abel Musgrave (* 14. Dezember 1910 in Königstein; † 15. Januar 2007 in Santa Cruz), geboren als Richard Abel-Musgrave, war ein deutschamerikanischer Ökonom.
Er war der Sohn des ebenfalls deutsch-amerikanischen Mediziners, Übersetzers, Pädagogen, Journalisten, Publizisten, Chemikers und Autors Curt Abel-Musgrave. Seine Frau war die Finanzwissenschaftlerin Peggy Musgrave, mit der zusammen er einige seiner wichtigsten Bücher veröffentlichte.

## Werdegang
Musgraves Mutter kam zur Entbindung von Brighton zu ihrer Mutter nach Königstein.
In München studierte er von 1930 bis 1931 das Fach Volkswirtschaft. In Heidelberg setzte er sein Studium anschließend bei Alfred Weber fort und schloss es 1933 mit der Prüfung zum Diplomvolkswirt ab. Als Kind einer Familie jüdischen Glaubens erlebte er während seines Studiums die Verfolgungen von Juden und das Entstehen des Unrechtsstaates durch den Nationalsozialismus. Im Herbst 1933 erhielt Musgrave ein mehrere Jahre zuvor beantragtes Stipendium für einen Studienaufenthalt in den USA. Diese Gelegenheit nutzte er, um Deutschland den Rücken zu kehren und seinen Lebensmittelpunkt in die USA zu verlegen. An der Harvard University erlangte er 1937 die Promotion und begann Nationalökonomie zu lehren.
Während des Krieges arbeitete Musgrave bei der Federal Reserve Bank in Washington D.C. In der Folgezeit nahm er mehrere Lehrangebote an Universitäten wahr, so an der University of Michigan, der Princeton University und der Johns Hopkins University. In den Jahren 1965 bis 1981 kehrte er wieder an die Harvard-Universität zurück.
Für mehrere US-Regierungen stand er als Berater zur Verfügung, vor allem in der Zeit der US-Präsidenten John F. Kennedy und Lyndon B. Johnson.
Er beeinflusste auch die Gründung des International Institute of Public Finance (IIPF) und half beim Aufbau des Münchner Center for Economic Studies (CES).

## Wissenschaftliche Arbeit
Musgrave beschäftigte sich vor allem mit der wirtschaftlichen Rolle des Staates in der Volkswirtschaft.
Unter anderem prägte den Begriff meritorisches Gut, worunter er ein Gut versteht, welches einen größeren Nutzen stiften könnte, als sich in der in freier Marktwirtschaft bestehenden Nachfrage widerspiegelt. Damit wird dessen Förderung durch staatliche Subventionen begründet.
Er beschäftigte sich auch mit Marktversagen.
Musgrave erkannte drei Kernaufgaben eines Staates:
1. Stabilisierung der Konjunktur: Der Staat übt aktiv Einfluss auf die gesamtwirtschaftliche Nachfrage aus. Hohe Steuern hemmen Konsum und somit auch die Investitionstätigkeit von Unternehmen. Niedrige Steuern regen den Konsum an, sofern der Staat die Steuerausfälle nicht durch Verschuldung ausgleicht.
2. Korrektur der Verteilung (Distribution) des Einkommens: Der Staat muss sich für die Ausgaben im Rahmen der Sozialleistungssysteme verantwortlich zeigen, die eine Verteilungsgerechtigkeit hervorrufen. Hierzu zählen z. B. Sozialhilfe, Wohngeld, universitäre Leistungen. In der Regel wird hierunter eine gleichmäßigere Verteilung verstanden.
3. Allokation meritorischer Güter.

Mit seinem Buch Theory of Public Finance aus dem Jahre 1959 erwarb er große Anerkennung. Er verband hierin die Sichtweisen der traditionellen deutschen Finanzwissenschaft mit angelsächsischen Markttheorien und den Thesen von John Maynard Keynes. Das Buch erschien 1966 unter dem Titel Finanztheorie auf Deutsch.

## Auszeichnungen und Ehrungen
1961 wurde Musgrave in die American Academy of Arts and Sciences gewählt, 1986 in die National Academy of Sciences. Von der Universität München erhielt er die Ehrendoktorwürde. Nach ihm ist der Richard-Musgrave-Preis des National Tax Journal benannt. Außerdem verleiht das International Institute of Public Finance den Peggy and Richard Musgrave Prize.

## Werke (Auswahl)
- The Theory of Public Finance: A Study in Public Economy. MacGraw-Hill, New York 1959.
- Finanztheorie, 2. Auflage, J. C. B. Mohr (Paul Siebeck), Tübingen 1974 (Deutsche Ausgabe von 'The Theorie of Public Finance').[2]

## Referenzen
- Nikolaus Piper: Ökonom aus Königstein. Artikel in der Süddeutschen Zeitung vom 19. Januar 2007
- Dieter Brümmerhoff: Finanzwissenschaft, 8. Auflage, S. 7 f.